# Exeed Yaoguang
La Exeed Yaoguang è un'autovettura di tipo SUV prodotta dalla casa automobilistica cinese Exeed dal 2023.
Sui mercati di esportazione viene venduta come Exeed RX.

## Descrizione
Lo Yaoguang è basata sulla piattaforma M3X sviluppata dalla Chery con la collaborazione della Magna International, condivisa con la più piccola Exeed TX del 2017.
L'interno dell'Exeed Yaoguang è dotato di un schermo curvo da 24,6 pollici formato da due schermi da 12,3 pollici alimentati da un chip Qualcomm Snapdragon 8155 e un dotato di un head-up display. Inoltre è presente un tetto apribile panoramico e un sistema hi-fi con 14 altoparlanti dell Sony. Lo schienale del sedile posteriore può essere regolato elettricamente nell'inclinazione fino a 7 gradi, mentre il sedile del conducente è dotata della ventilazione con riscaldamento, dispone di un poggiapiedi regolabile elettricamente e di un sistema audio integrato nel poggiatesta. Anche il sedile del passeggero è regolabile elettricamente con un poggiapiedi e supporta 5 modalità di massaggio alla schiena. In termini di sistemi di assistenza alla guida, l'Exeed Yaoguang è dotata di un sistema di assistenza alla guida di livello 2.5 che supporta 21 funzioni di assistenza alla guida di base e 11 di quella avanzata.
Al lancio la vettura è alimentata da un motore turbo TGDI da 2,0 litri che produce 261 CV e 400 Nm, abbinato a un cambio a doppia frizione in bagno d'olio a 7 rapporti. Il tempo di accelerazione da 0 a 100 km/h è di 8,6 secondi. 
La Yaoguang è disponibile nelle versioni a due e quattro ruote motrici. I consumi di carburante si attestano a 7,6 l/100 km per il ciclo urbano e di 8,1 l/100 km per quello autostradale. Il coefficiente di resistenza aerodinamica è di 0,326 Cd.